# Lato sensu
Lato sensu (o sensu lato) es una expresión latina que significa "en sentido amplio" y se abrevia s. l.. Suele ser muy usada en Derecho, tiene los mismos usos que la expresión sensu amplo (s. a. o s. ampl.) y se opone a la expresión sensu stricto o stricto sensu (s. s. o s. str.). Se usa también en las ciencias biológicas, en taxonomía.
Se emplea, lo mismo que su sinónima sensu amplo, cuando para una palabra, nombre o expresión son posibles dos interpretaciones y una de ellas abarca a la otra, para indicar que el término que acompaña debe interpretarse en el más amplio de sus significados, no en el más restringido.
Por ejemplo, el concepto de familia lato sensu incluye a todos aquellos miembros de una familia que son descendientes, directos o indirectos del mismo progenitor y las relaciones de parentesco por afinidad.
"En sentido amplio". Ejemplo: "El castellano, lato sensu, es una lengua moderna; stricto sensu, es un dialecto neolatino occidental". 

## Posgradoslato sensu
Las especializaciones profesionales lato sensu es una de las formas de programas de posgrado que se usan en Brasil ofrecidas a profesionales nacionales y extranjeros. Esta modalidad la ofrecen  las universidades para cumplir su misión institucional de generar conocimientos y hacerlo accesible a la comunidad interesada en especializarse en su profesión. Tales programas están destinados al perfeccionamiento y a la actualización profesional, al desarrollo y profundización de la formación recibida en las carreras de grado, en una determinada área del saber o del campo profesional.
En el sistema de educación brasileño, los posgrados están organizados en Lato sensupostgraduate (1 o 2 dos años) y Stricto sensu postgraduate (1 o 2 años para máster más 3 o 4 años para doctorado).